# École du personnel navigant d'essais et de réception
L'École du personnel navigant d'essais et de réception (EPNER) è la scuola di sperimentazione in volo francese e fa parte della Direzione Tecnica della Direction générale de l'armement (DGA). Essa è situata sulla base aerea BA 125 " Le Tube" sita nella città di Istres (Francia meridionale).